# Severe Torture
Severe Torture – holenderska grupa muzyczna wykonująca brutal death metal. Zespół powstał 1997 roku w Boxtel.

## Dyskografia
Albumy studyjne
- Feasting on Blood (2000, Hammerheart Records)
- Butchery of the Soul	(EP, 2002, Hammerheart Records)[7]
- Misanthropic Carnage	(2002, Hammerheart Records)
- Fall of the Despised (2005, Earache Records)
- Sworn Vengeance (2007, Earache Records)
- Slaughtered (2010, Season of Mist)

Inne
- Pray for Nothing (SP, 1999, Damnation Records)
- Lambs of a God (SP, 2000, Hammerheart Records)
- Baptized... (1998, wydanie własne, demo)
- Blood Letting (2005, Karmageddon Media, kompilacja)
- A Taste For Butchery (2003, Hammerheart Records, split z Blood Red Throne)